# Ludolf z Tournai
Ludolf z Tournai, także: Letholdus (zm. po. 15 lipca 1099) – francuski krzyżowiec, uczestnik pierwszej krucjaty do Ziemi Świętej. Pochodził z miasta Tournai w Walonii. Zasłynął tym, że jako pierwszy chrześcijański rycerz wdarł się na mury Jerozolimy w trakcie oblężenia tego miasta w 1099 roku. Wiedza o tym zdarzeniu pochodzi z zapisanej relacji anonimowego świadka. Według tego opisu wdarcie się Ludolfa do miasta wywołało popłoch wśród wojsk Fatymidów. Ostatecznie przypieczętowało to klęskę obrońców i tym samym sukces I Krucjaty.